# Хостинг
Хо́стинг  (англ. hosting) — услуга по предоставлению ресурсов для размещения информации на сервере, постоянно имеющем доступ к сети (обычно Интернет).

## Виды хостинга
1. Виртуальный хостинг — сервер с множеством сайтов, владельцы которых имеют одинаковые права и обязанности.
2. Виртуальный выделенный сервер (VPS/VDS) — автономная (выделенная) часть дискового пространства на сервере и фиксированные ресурсы. Владелец получает права администратора, и самостоятельно может настраивать и устанавливать программы.
3. Выделенный сервер — полное владение сервером с отдельной ОС, ПО.
4. Colocation — размещение сервера, которым владеет отдельный человек, предприниматель, компания, в дата-центре хостинговой компании.
5. Облачный хостинг — сеть взаимосвязанных серверов для распространения файлов и ресурсов веб-сайта.

## Коммерческие условия
Обычно услуга хостинга входит в пакет по обслуживанию сайта и подразумевает, как минимум, размещение файлов сайта на сервере, на котором запущено ПО, необходимое для обработки запросов к этим файлам (веб-сервер). Как правило, в обслуживание уже входит предоставление места для почтовой корреспонденции, баз данных, DNS, файлового хранилища на специально выделенном файл-сервере и т. п., а также поддержка функционирования соответствующих сервисов.
Хостинг базы данных, размещение файлов, хостинг электронной почты, услуги DNS могут предоставляться отдельно, как самостоятельные услуги либо входить в комплексную услугу.
Некоторые хостинговые компании предоставляют бесплатные услуги на определённый период, по истечении которого пользователь должен определиться, подходит ли ему выбранная компания, имеет ли смысл оплачивать более длительные периоды.
Помимо платных хостеров, существуют также и хостинг-компании, бесплатно поддерживающие большинство описанных веб-технологий. Как правило, для компенсации денежных затрат на предоставление бесплатного хостинга используется принудительная реклама. Она может быть помещена, как изменением непосредственно содержимого страниц пользователя, так и на страницах ошибок.

## Выбор хостинга
Одним из критериев выбора хостинга является используемая операционная система, поскольку от неё зависит программное обеспечение, которое будет поддерживать функциональность сервисов в дальнейшем.
Важным аспектом описания хостинга является наличие таких служб и возможностей:
- поддержка CGI: Perl, PHP, Python, ASP, Ruby, JSP, Java;
- поддержка .htaccess/.htpasswd (для Apache);
- поддержка баз данных, а также установленные модули и фреймворки для каждой из возможностей.

Хостинг, как услугу, сравнивают, описывают и оценивают по таким ограничениям:
- размер дискового пространства под файлы пользователя;
- количество месячного трафика;
- количество сайтов, которые можно разместить в рамках одной учётной записи;
- количество FTP пользователей;
- количество E-Mail ящиков и объём дискового пространства, предназначенного для почты;
- количество баз данных и размер дискового пространства под базы данных;
- количество одновременных процессов на пользователя;
- количество ОЗУ, и максимальное время исполнения, выделяемое каждому процессу пользователя;
- близость к аудитории.

Качественные ограничения:
- свободные ресурсы CPU, оперативной памяти, которые влияют на быстродействие сервера;
- пропускная способность каналов, от которой зависит загрузка информации;
- удалённость оборудования хостера от целевой аудитории сайта, которая влияет на загрузку информации.

## Правовое регулирование хостинга в России
В России, с юридической точки зрения, услуга хостинга не относится к телематическим услугам связи в силу различия определения телематических услуг связи (предоставление доступа пользовательского оборудования к сети связи оператора) и сути хостинга (предоставление ресурсов оборудования, подключённого к сети связи для размещения и функционирования веб-сайта клиента).
В соответствии с пунктом 18 статьи 2 Федерального закона от 27.07.2006 № 149-ФЗ «Об информации, информационных технологиях и о защите информации» под провайдером хостинга понимается лицо, оказывающее услуги по предоставлению вычислительной мощности для размещения информации в информационной системе, постоянно подключенной к сети Интернет. Такие услуги не являются услугами связи. Доступ к сети Интернет предоставляется провайдеру хостинга оператором связи (интернет-провайдером) на основании договора оказания услуг связи. В связи с этим деятельность провайдеров хостинга в России в настоящее время сама по себе не требует получения лицензии на оказание услуг связи.
Однако доступ к информационным системам информационно-телекоммуникационных сетей, в том числе к сети Интернет, относится к телематическим услугам связи. Поэтому в случае, когда оператор связи размещает у себя оборудование пользователя и обеспечивает его подключение к Интернету (колокация), в части оказания услуги по обеспечению доступа к сети связи деятельность оператора подлежит лицензированию. В России лицензии выдаются Федеральной службой по надзору в сфере связи. Однако хостинговая компания может работать без лицензии по агентскому договору (если она получает плату только за оформление договоров, привлечение клиентов, но не за сами услуги связи) или если она получает плату лишь за аренду сервера, а услуги связи предоставляет бесплатно.